# هاندو (تگزاس)
هاندو، تگزاس(به انگلیسی: Hondo, Texas) شهری در شهرستان مدینه، تگزاس از ایالات جنوبی ایالات متحده آمریکا است. در سرشماری سال ۲۰۰۰، جمعیت این شهر ۷۸۹۷ نفر اعلام شد.

## نگارخانه

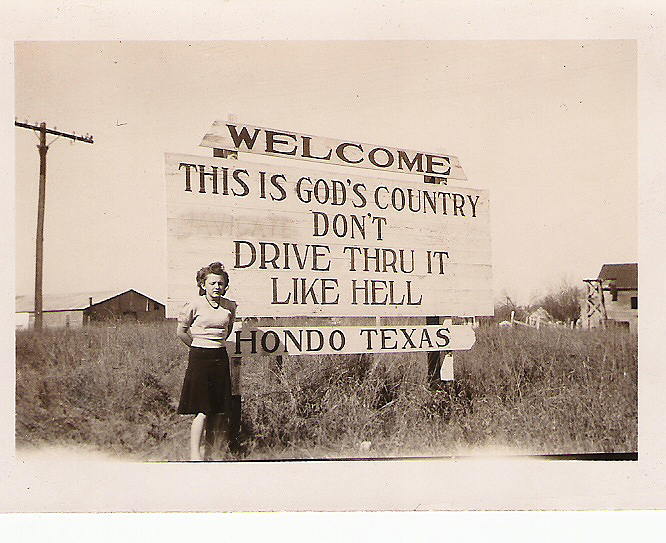